# Tehuantepec, Jalisco
Tehuantepec är en ort i Mexiko.   Den ligger i kommunen Teocuitatlán de Corona och delstaten Jalisco, i den centrala delen av landet, 500 km väster om huvudstaden Mexico City. Tehuantepec ligger 1 352 meter över havet och antalet invånare är 418.
Terrängen runt Tehuantepec är kuperad söderut, men norrut är den platt. Runt Tehuantepec är det ganska glesbefolkat, med 31 invånare per kvadratkilometer. Närmaste större samhälle är Zacoalco de Torres, 18,2 km nordväst om Tehuantepec. I omgivningarna runt Tehuantepec växer huvudsakligen savannskog.